# Euphorbia kimberleyensis
Euphorbia kimberleyensis är en törelväxtart som beskrevs av B.G.Thomson. Euphorbia kimberleyensis ingår i släktet törlar, och familjen törelväxter. Inga underarter finns listade i Catalogue of Life.